# Nissan Prairie
Nissan Prairie (яп. 日産・プレーリー, хепбёрн) — компактвэн, разработанный и выпускавшийся компанией Nissan с 1981 по 2004 год. В Канаде автомобиль называется Multi, а в США — Stanza Wagon. В Японии автомобиль эксклюзивно продавался в дилерских центрах Nissan Bluebird Store, а затем — в каналах продаж Nissan Blue Stage. У Prairie были очень гибкие сидения и раздвижные задние двери с обеих сторон, а сзади установлена дверь багажника. Название Prairie произошло от французского prairie, что обозначает обширную область относительно плоских лугов, похожих на степь или саванну.
Второе поколение продавалось в Северной Америке под названием Nissan Axxess, а затем было заменено моделью Nissan Quest, совместно выпускавшейся компаниями Ford и Nissan. В Европе преемником Prairie стал Nissan Serena.
Третье поколение изначально называлось Prairie Liberty, а в ноябре 1998 года название Prairie было упразднено окончательно. К 2004 году Nissan Prairie был заменён моделью Nissan Lafesta.

## Первое поколение (M10; 1982—1988)
Nissan Prairie, известный в Канаде как Multi, а в США как Stanza Wagon, оснащался четырёхцилиндровыми двигателями Nissan E и Nissan CA, каждый из которых сочетался в паре с механической или же автоматической трансмиссией. Автомобиль имел как передне-, так и полноприводную компоновку. Со обеих сторон расположены раздвижные двери для пассажиров, сидящих сзади. Складное заднее сиденье предназначается для увеличения грузоподъёмности пассажирского салона. Задняя дверь открывалась вверх по аналогии с хетчбэком и универсалом. Конкурентами являлись Toyota Sprinter Carib, Mitsubishi Chariot и Honda Shuttle. Недостатком автомобиля являлась недостаточная и избыточная поворачиваемость.
При разработке дизайна компания Nissan ориентировалась на Lancia Megagamma, которая была продемонстрирована в 1979 году и была разработана итальянскими дизайнерами Джорджетто Джуджаро и Italdesign. Отличительной особенностью Prairie первого поколения является отсутствие поперечной стойки между передней и задней дверями.
Первоначально в Японии Prairie оснащался 1,5-литровым рядным четырёхцилиндровым двигателем E15S, либо же 1,8-литровым двигателем CA18S, каждый из которых сочетался в паре с пятиступенчатой механической трансмиссией. Наиболее заметным дополнением стало дополнительное руководство по переключению колонок. Позже была представлена полноприводная версия. В январе 1985 года автомобиль прошёл рестайлинг, а двигатели были слегка модифицированы. Бампер монтировался отдельно для обеспечения большей устойчивости, в то время как автомобили ранних выпусков подверглись критике за чрезмерную гибкость. Автомобиль оснащался 1,6-литровым двигателем E16. В сентябре 1985 года появилась полноприводная (4WD) версия с 2,0-литровым двигателем CA20S/CA20E и задней осью, идентичной Nissan Sunny 4WD (B12).
В Европе автомобиль назывался Datsun Prairie, а затем в 1984 году был переименован в Nissan вместе с остальными моделями. Изначально автомобиль продавался с надписью «Datsun by Nissan», а затем с 1985 года автомобиль продавался с надписью «Nissan». В 1986 году в Великобритании двигатель E15S был снят с производства, и единственным двигателем в моторной гамме стал CA18S. После рестайлинга автомобиль стал выпускаться в комплектациях 1.5 GL, 1.8 SGL или 1.8 SGL Anniversary II (с двухцветной окраской, электрическими передними стеклоподъёмниками, электрическим раздвижным люком из стали, усилителем рулевого управления и эмблемой дилера «Anniversary II» на задней двери). Гарантия составляла 3 года пробега (100000 миль) и 6 лет антикоррозионной защиты.
В Европе двигатель E15S выдавал мощность 51 кВт (70 л. с.), в то время как CA20 выдавал мощность 75 кВт (102 л. с.). Полный привод был представлен вместе с двигателями большего размера.

### Галерея

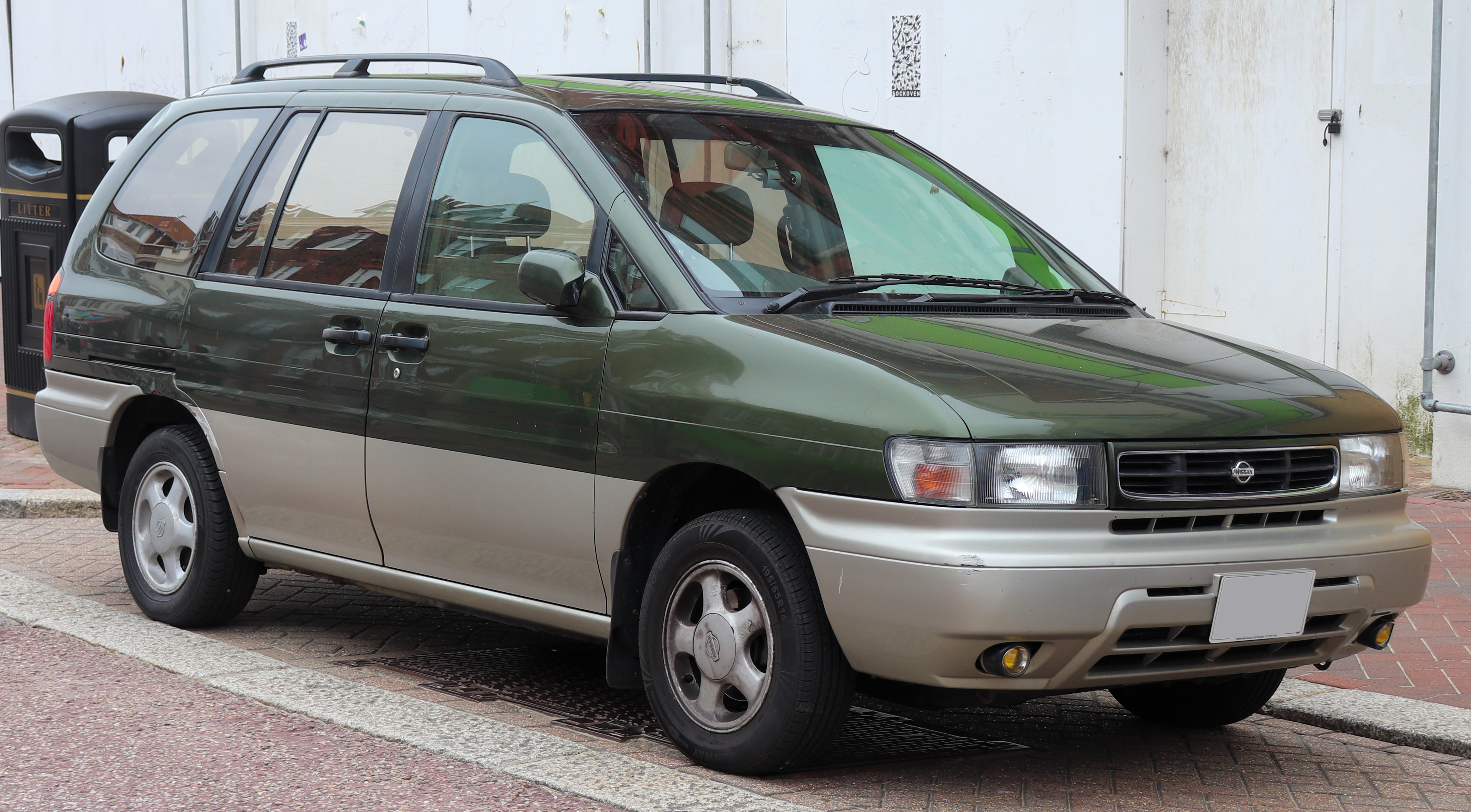
Вид спереди
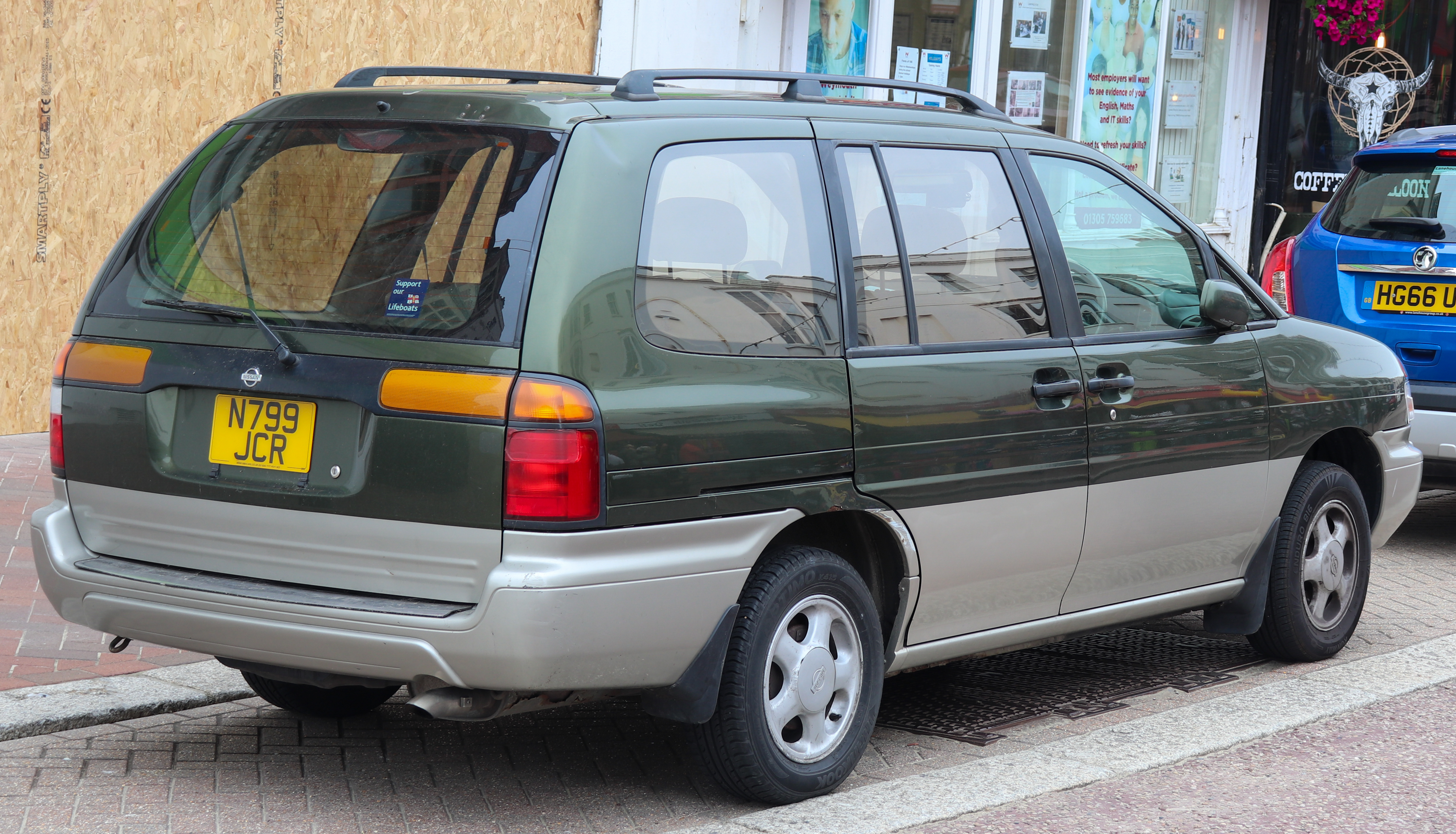
Вид сзади

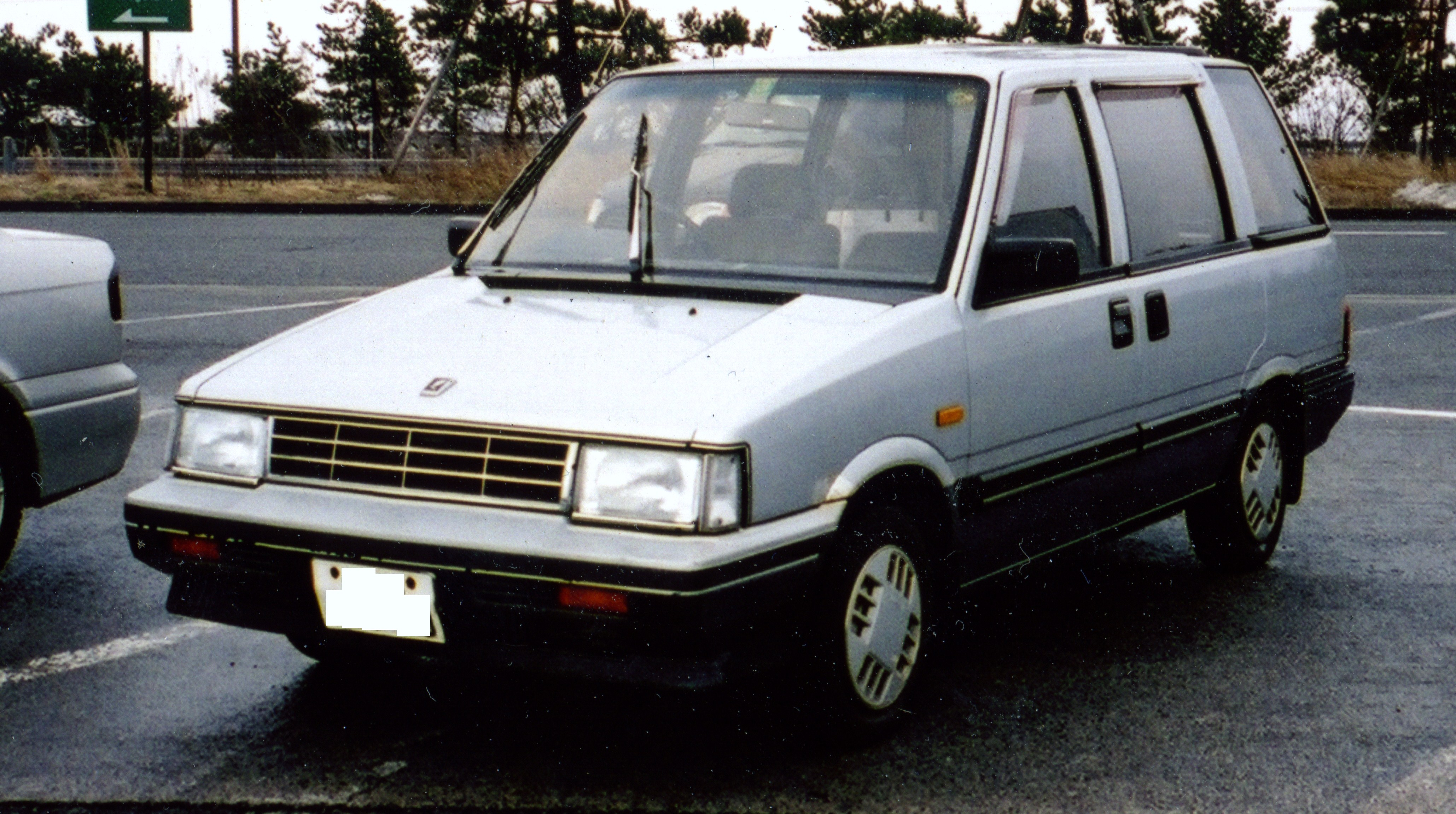
Вид спереди
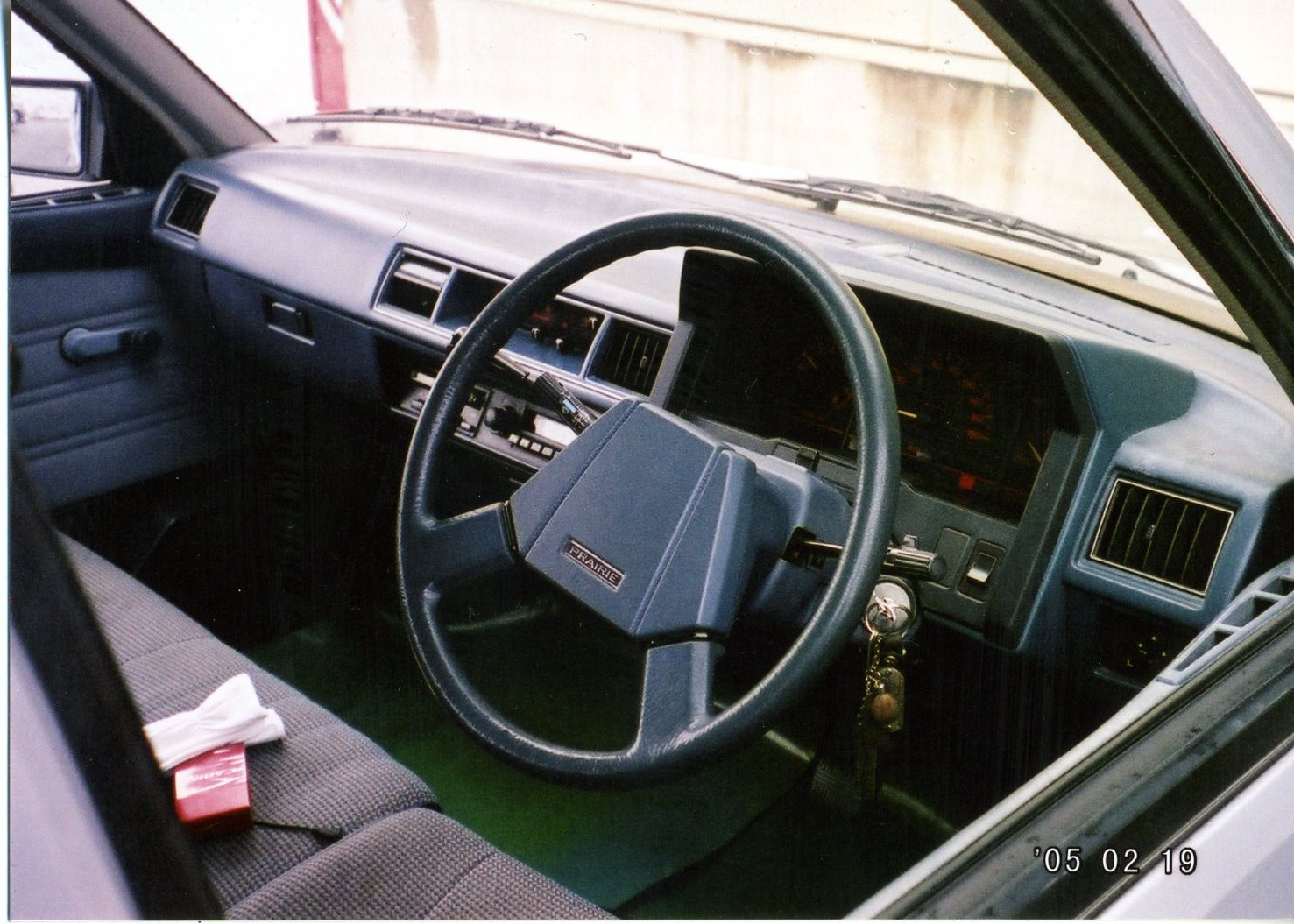
Интерьер
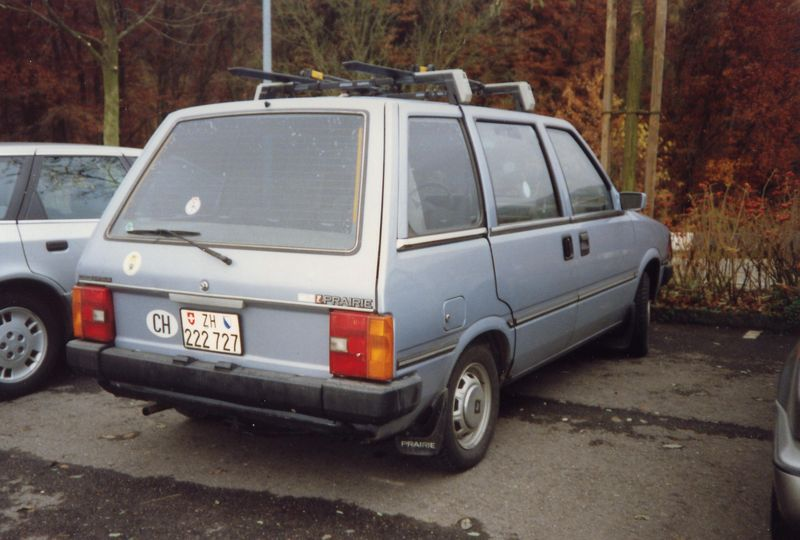
Nissan Prairie 1500
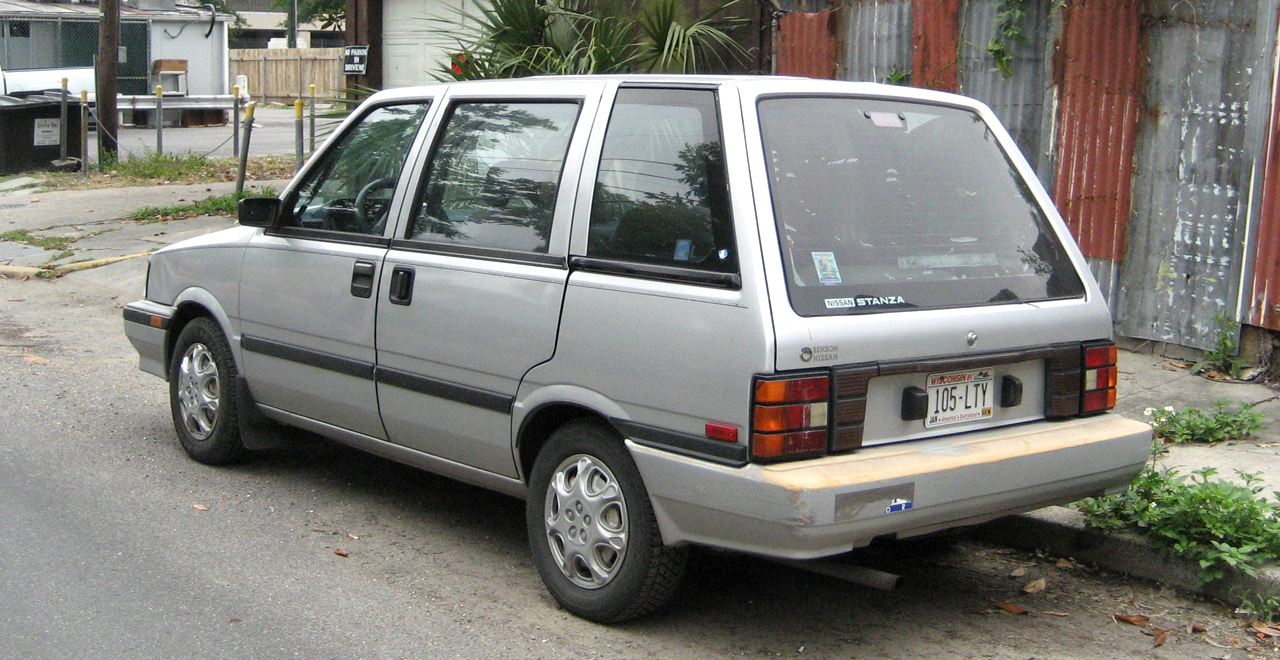
Nissan Stanza (США)
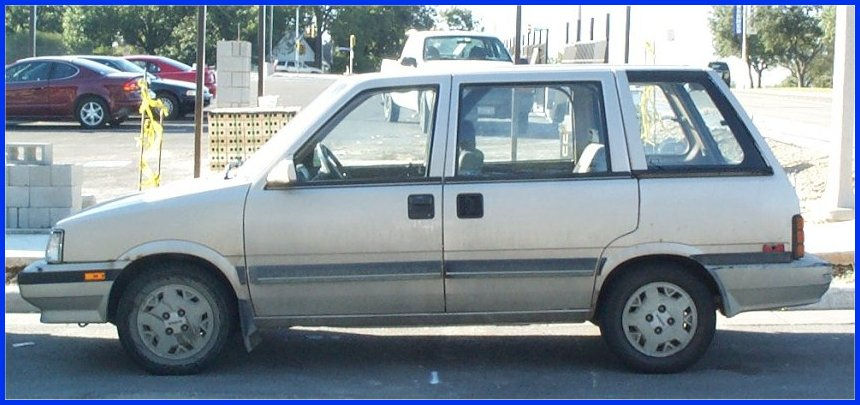
Nissan Multi (1987)

## Второе поколение (M11; 1988—1998)
Второе поколение Prairie было представлено в сентябре 1988 года и продавалось под названием Axxess в Северной Америке. В связи с опасениями, что оригинальный кузов был слишком слабым, используемая платформа была модернизирована с меньшего Nissan Sunny на более крупный Nissan Bluebird. Объёмы двигателей так же были увеличены. Второе поколение Prairie утратило некоторые инновационные функции, которые выделяли первое поколение — была восстановлена передняя стойка, задняя подвеска с торсионной балкой была заменена более традиционной установкой спиралей, которая предотвращала откидывание задних сидений. С 1990 по 1996 год автомобиль продавался в Канаде, а затем с 1990 по 1992 год автомобиль продавался в США, где его преемником стал Nissan Quest. Американская версия имела автоматические ремни безопасности с электроприводом, а канадская — механические ремни безопасности.
В Северной Америке Prairie оснащался 2,4-литровым двигателем KA24DE, а в других странах автомобиль оснащался дополнительным полным приводом (AWD) и 2,0-литровыми двигателями CA20S и SR20DE. Позже в Европе на смену Prairie пришёл Nissan Serena, а в Северной Америке Nissan Quest заменил Axxess и Vanette.

### Галерея

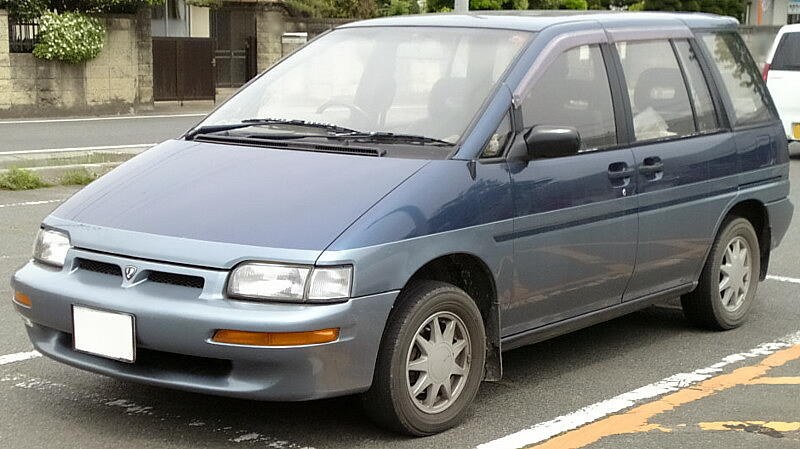
1988 Nissan Prairie
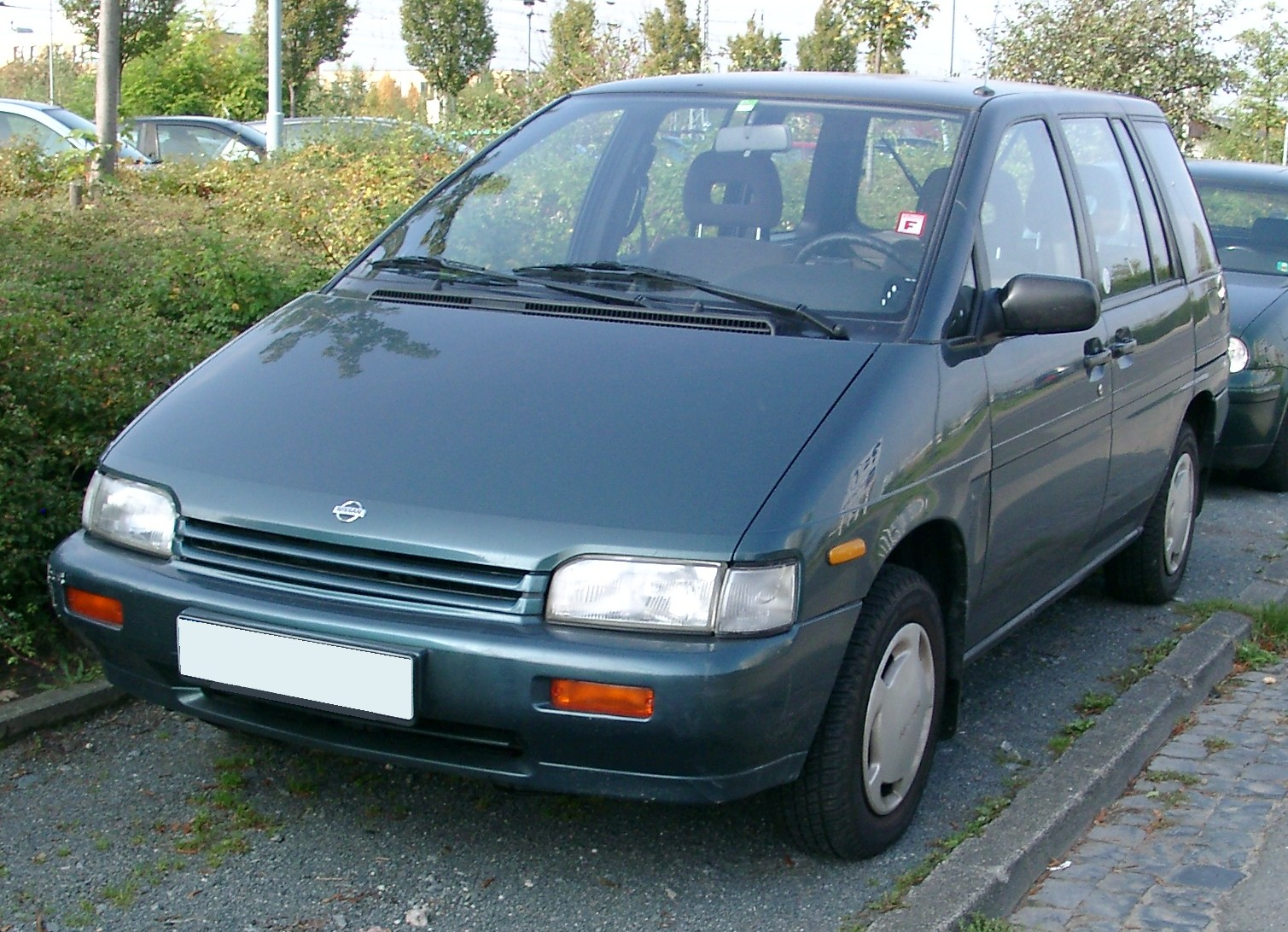
1992 Nissan Prairie (Европа)
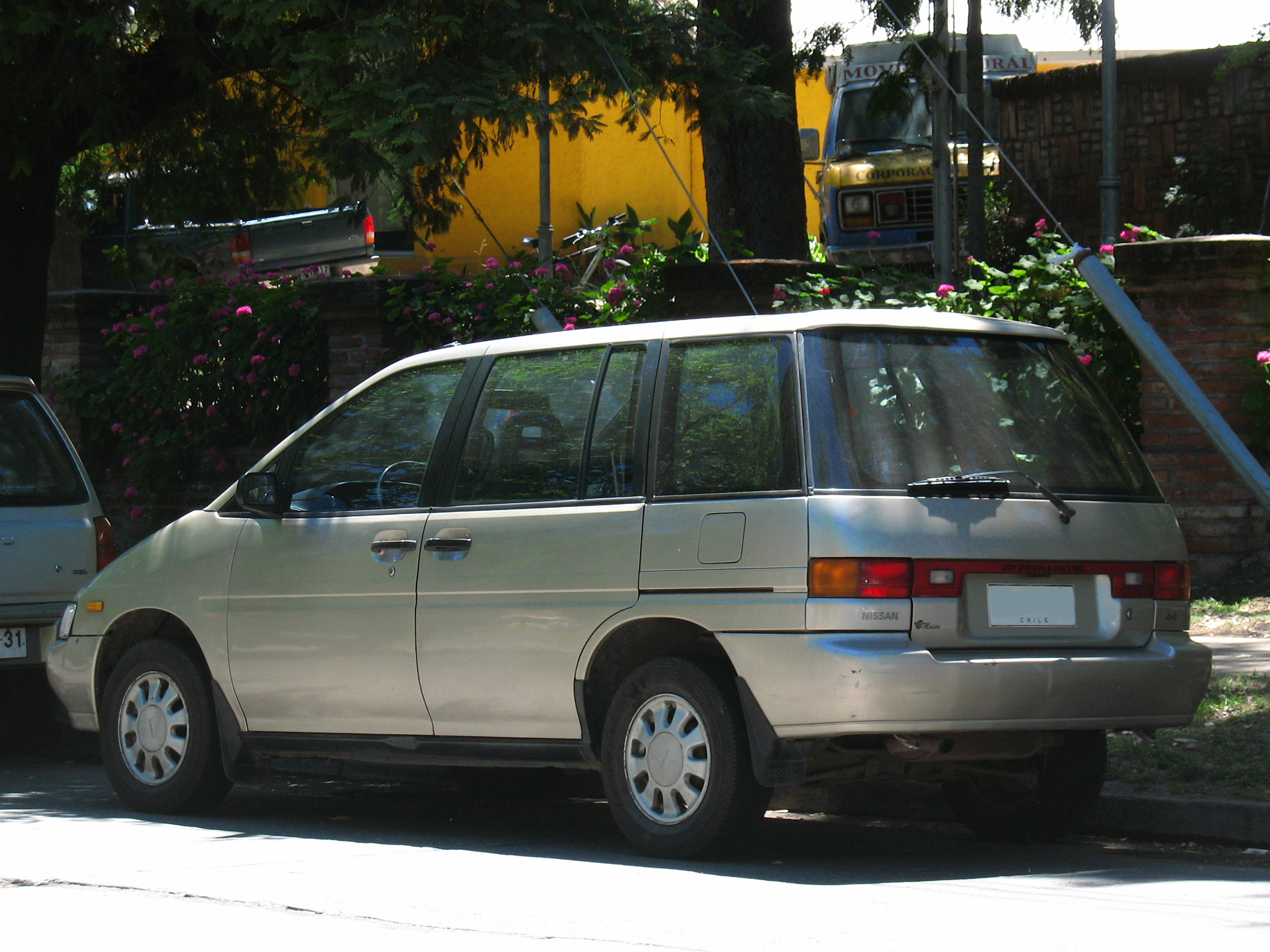
1991 Nissan Prairie 2.0 4x4

### Nissan Prairie Joy
В Японии компания Nissan расширила заднюю часть автомобиля, чтобы лучше разместить пассажиров на третьем месте и груз для перевозки, назвав модель Prairie Joy. Впервые модель была представлена в августе 1995 года. С мая 1997 года Prairie Joy оснащался антиблокировочной системой, подушками безопасности водителя и рядом сидящего с ним пассажира, и тонированными стёклами, ограничивающими попадание ультрафиолета.

#### Галерея
- Вид спереди
- Вид сзади

## Третье поколение (M12; 1998)
Третье поколение продавалось в Японии под названием Nissan Liberty и в Гонконге под названием Prairie. Автомобиль имел задние раздвижные двери и оснащался передним или же полным приводом. В движение автомобиль приводился двигателями SR20DE или SR20DET, каждый из которых сочетался в паре с четырёхступенчатой автоматической трансмиссией, либо же с вариатором.
Nissan Prairie M12 разделял платформу с Nissan Avenir. Некоторые проблемы касались внешнего вида и технических характеристик, а поэтому была предложена комплектация Liberty Rider, которая заменила комплектацию Axis. Двигатель с турбонаддувом применялся в комплектациях Highway Star 4WD и Highway Star GT4, каждая из которых была представлена 12 октября 1999 года. Переднеприводные автомобили оснащались вариатором. Дизайн идентичен Nissan Elgrand.
Конкурентами считались Toyota Ipsum, Mitsubishi Chariot и Honda Stream, к которым также присоединился Nissan Presage. С 19 июня 2001 года задняя дверь поднималась с помощью электропривода, также были добавлены откидная аппарель для лиц с ограниченными возможностями и возможность дистанционного управления. С 7 мая 2001 года раздвижные двери оснащались электроприводом. В сентябре 2002 года автомобиль прошёл рестайлинг.
К декабрю 2004 года Prairie был заменён моделью Lafesta.

### Галерея

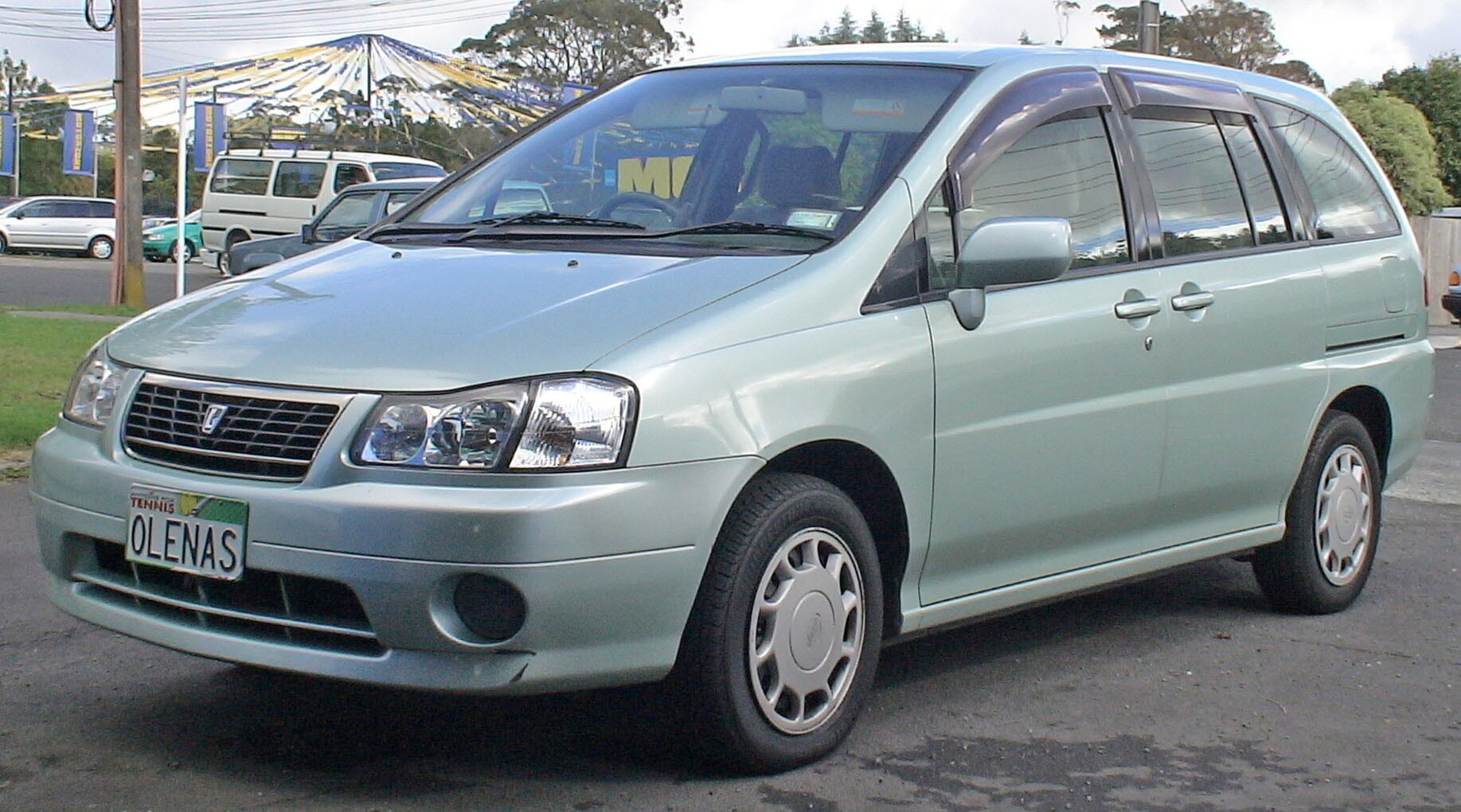
1999 Nissan Liberty
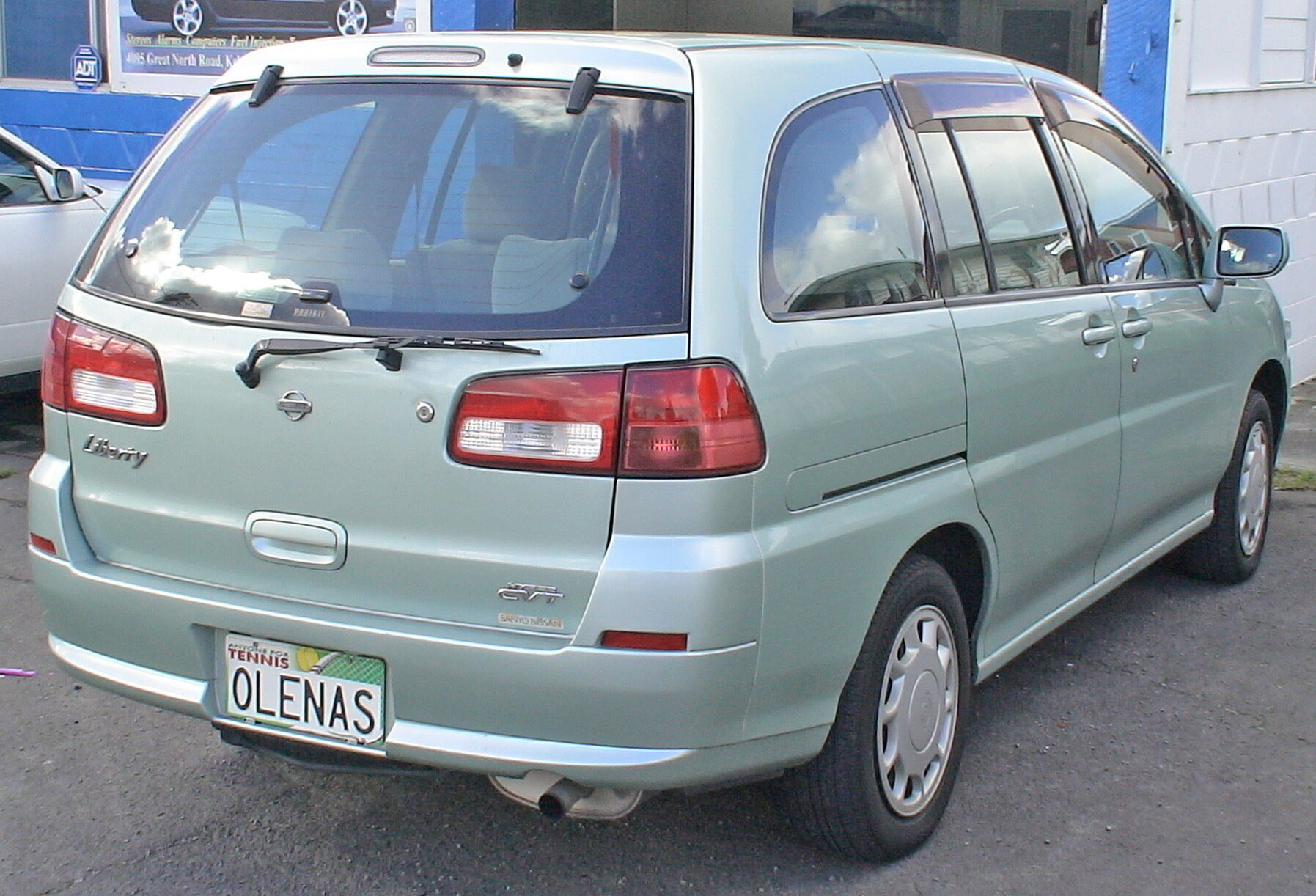
Вид сзади
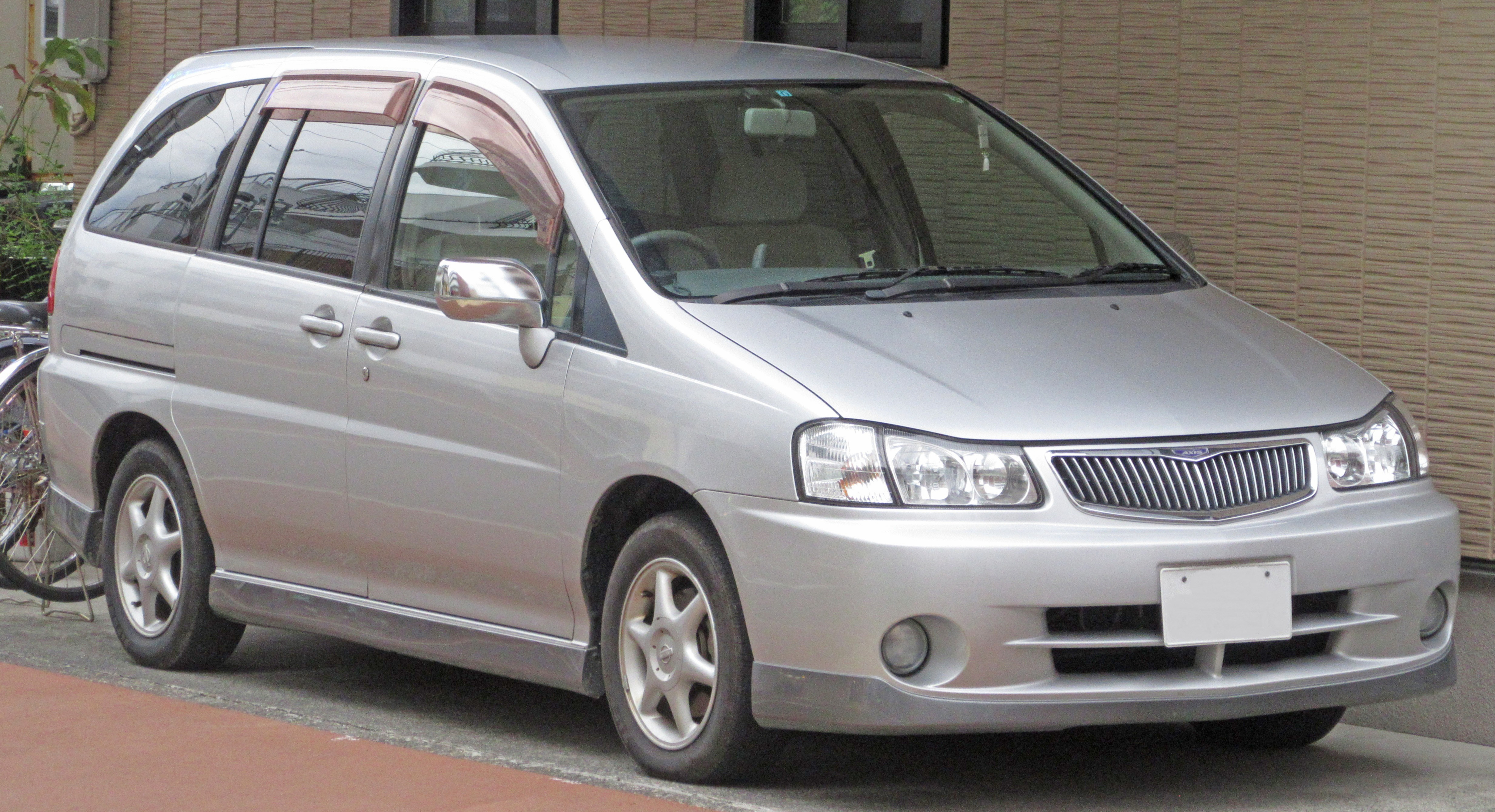
Nissan Liberty Axis
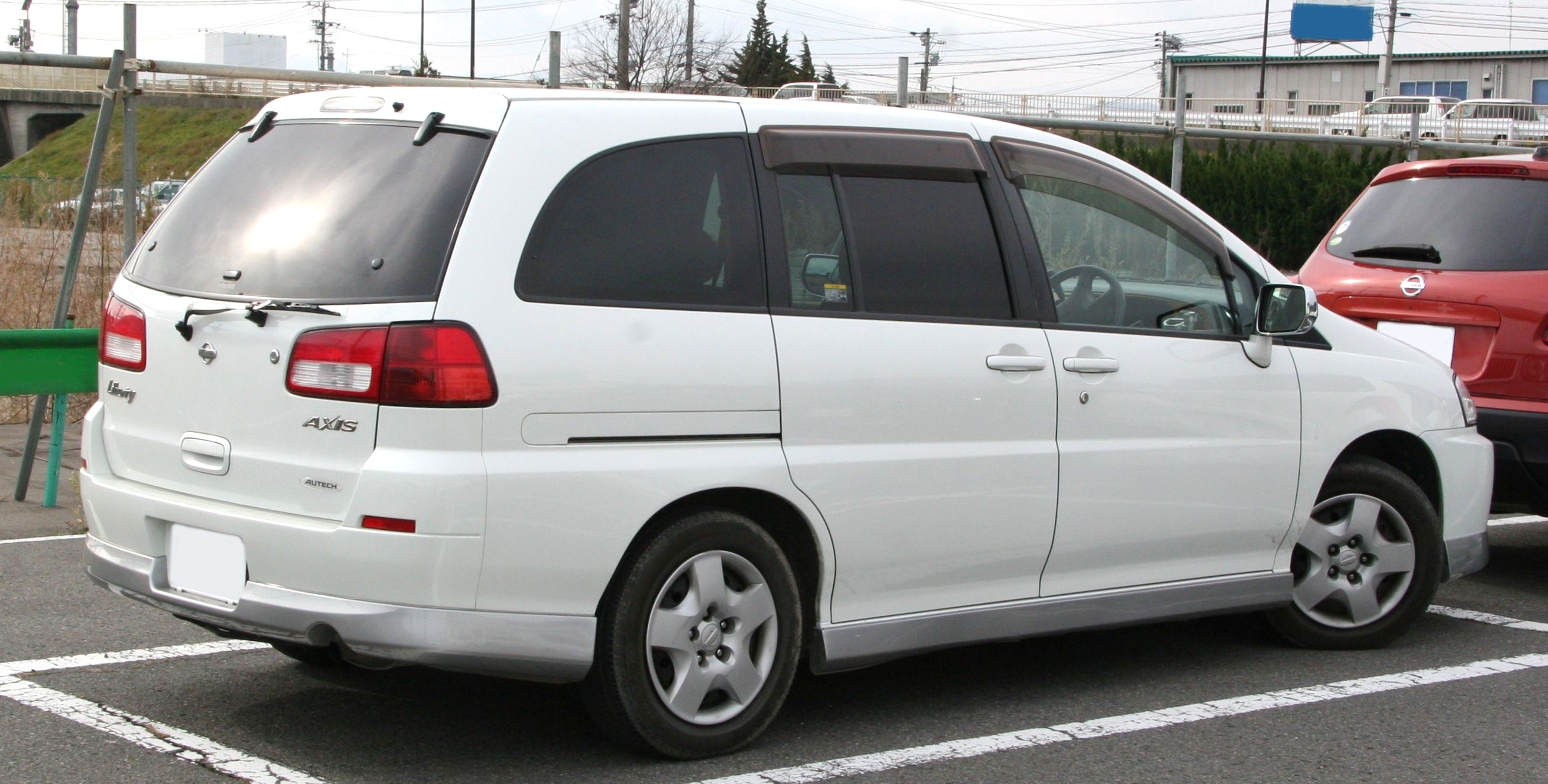
Nissan Liberty Axis
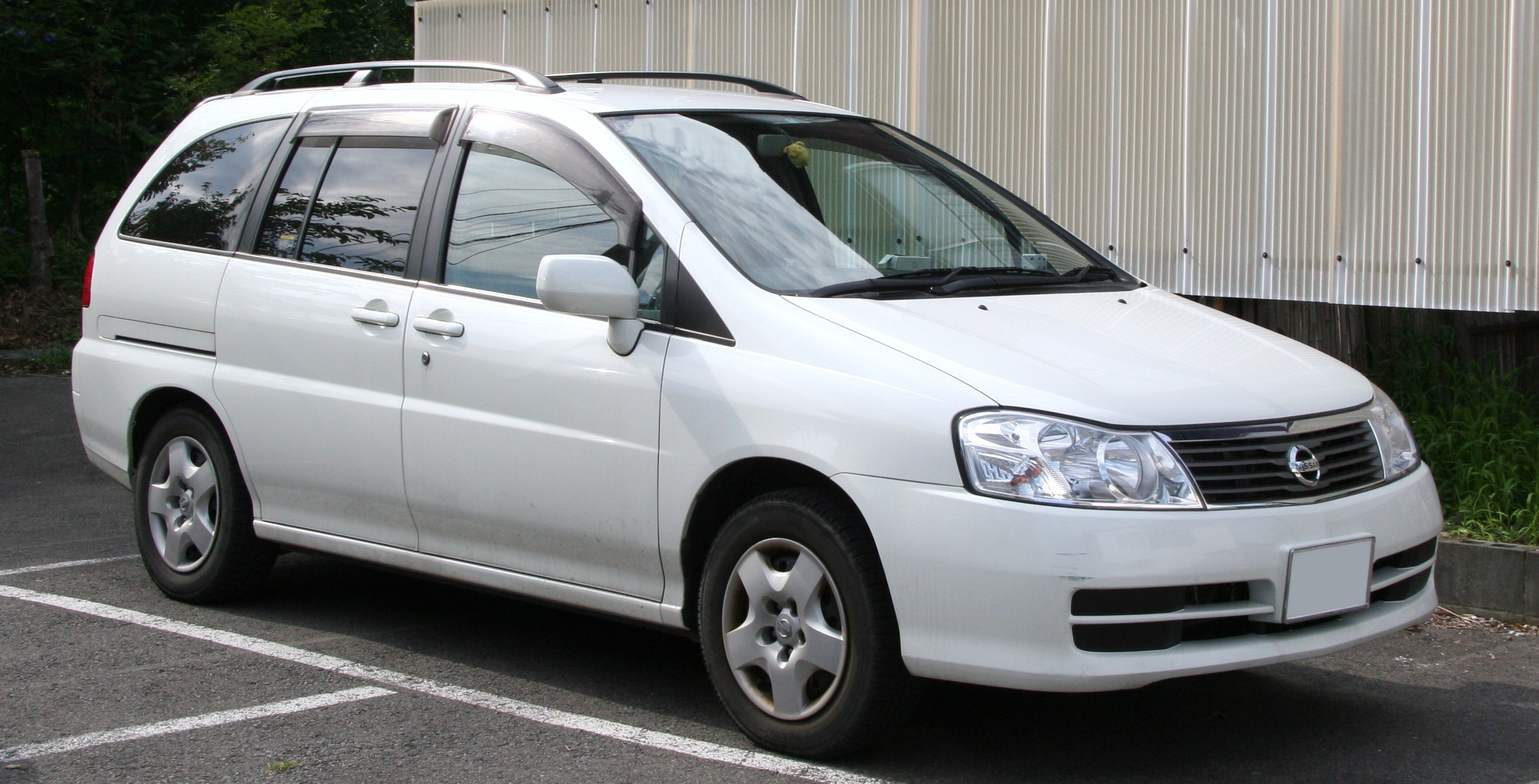
Фейслифтинг передней части
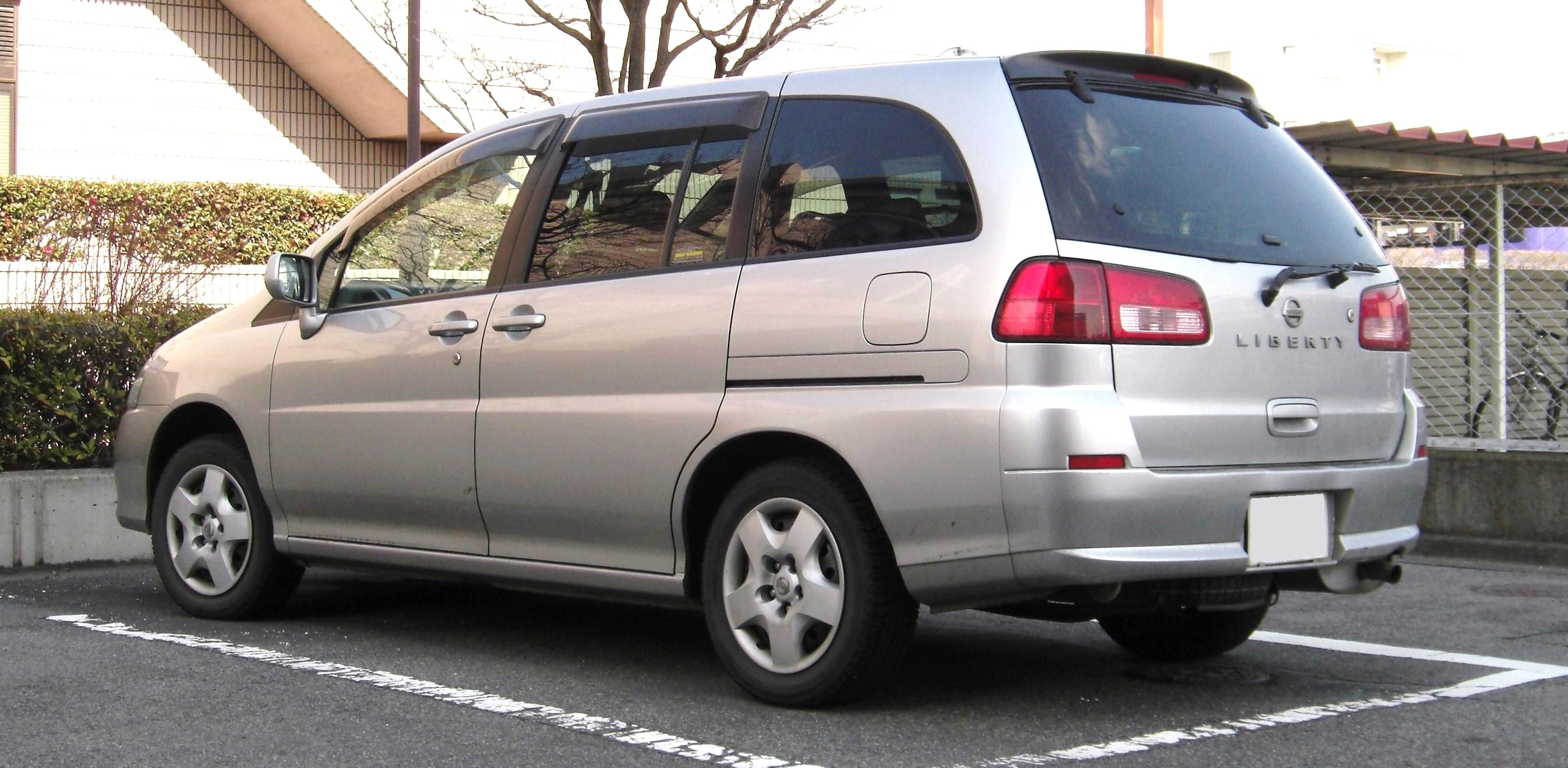
Фейслифтинг задней части (Япония)
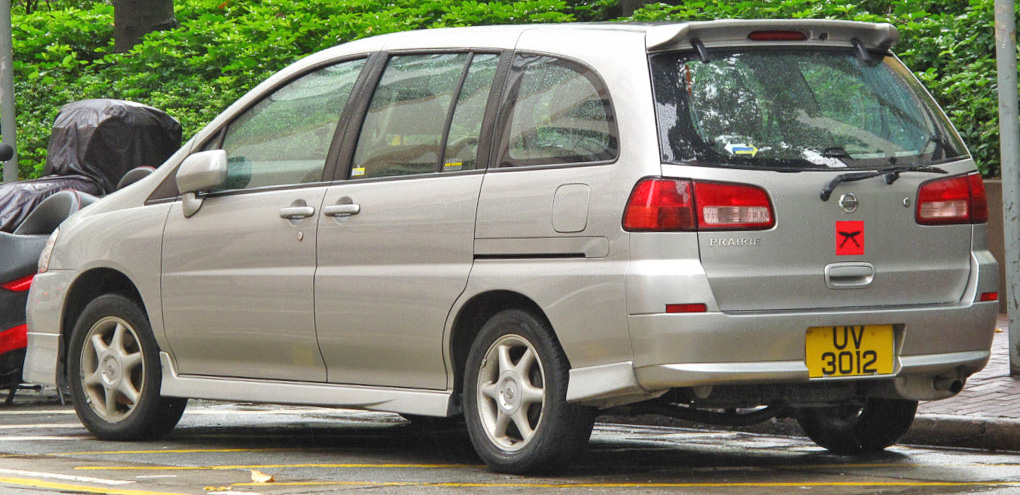
Nissan Prairie в Гонконге